# Place du Général-de-Gaulle (Le Raincy)
Pour les articles homonymes, voir Place du Général-de-Gaulle.
La place du Général-de-Gaulle, parfois appelée rond-point Charles-De-Gaulle, est une place située au Raincy. Elle faisait partie des nombreuses entrées dans l'enceinte du château du Raincy. Avec le rond-point de Montfermeil et le rond-point Thiers, elle fut redessinée lors du lotissement du parc, laissé à l'abandon après 1848.

## Situation et accès

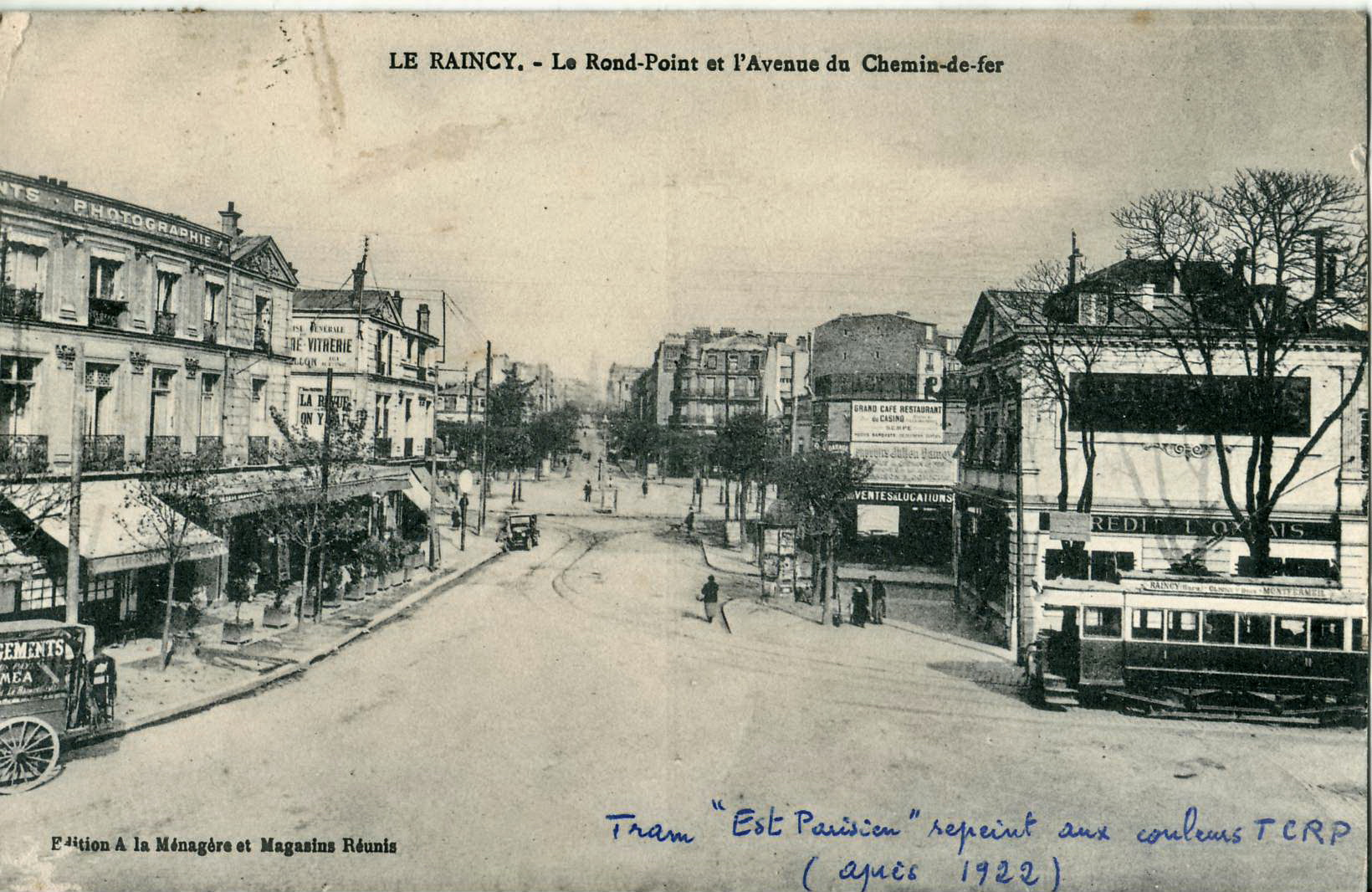
Le rond-point Charles-de-Gaulle vu de l'avenue de la Résistance, ca 1900.

Cette place est le point de convergence du boulevard de l'Ouest, du boulevard du Midi, de l'allée Frion, de l'allée Victor-Hugo et de l'avenue de la Résistance, anciennement avenue du Chemin-de-Fer.

## Origine du nom
Cette place a été renommée en l'honneur de Charles de Gaulle (1890-1970), général, chef de la France libre et président de la République française de 1959 à 1969.

## Historique

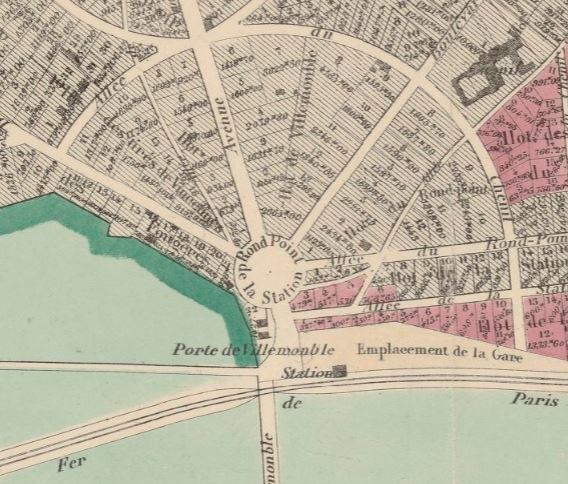
Plan général du lotissement du parc du Raincy,... / dressé par M. Frion.

La place Charles-de-Gaulle forme l'entrée de ville côté sud et menait vers la porte de Villemomble. Cette porte de Villemomble, semblable à la porte de Chelles à l'est de la ville, est attestée en 1781. Elle subit des travaux en 1790, puis fut détruite entre 1860 et 1875.
Sa première dénomination, en tant que voie publique, a été « rond-point de la Station », due à la proximité de la gare du Raincy - Villemomble - Montfermeil, sur la ligne de Paris-Est à Strasbourg-Ville, ouverte en 1849.
Dessinée en 1855 par le géomètre Frion - qui conçut le lotissement de la ville - et inspirée par le modèle des jardins à la française, elle a été bâtie à partir des années 1860.

## Bâtiments remarquables et lieux de mémoire

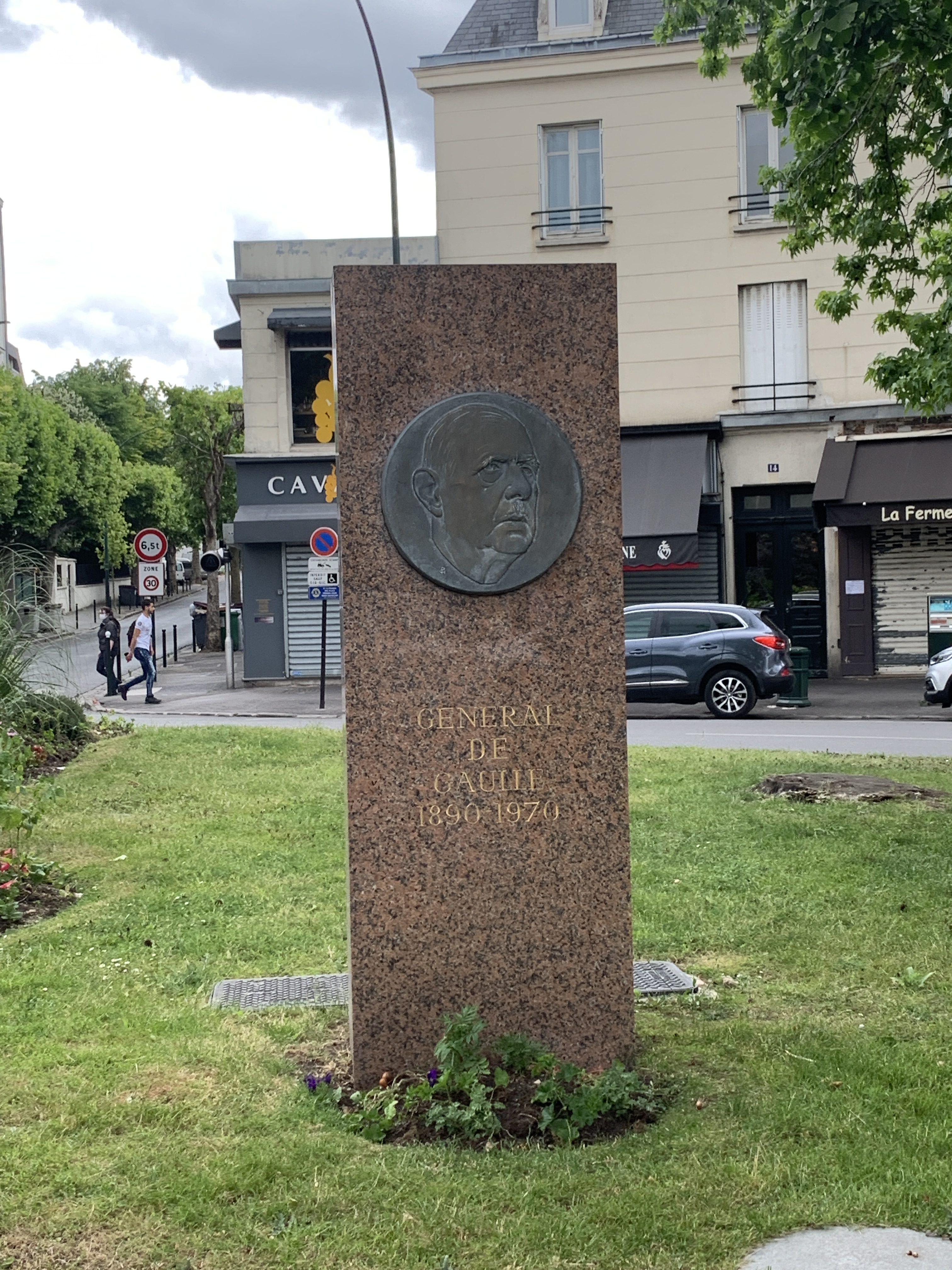
Monument au Général de Gaulle.

- Monument au général de Gaulle, stèle de marbre[9].
- Gare du Raincy - Villemomble - Montfermeil.
- Le terminus du tramway du Raincy à Montfermeil, qui fut fermé en 1938.
- Ancien emplacement du casino de la ville[10],[11], transformé en cinéma, puis en dépôt-vente dans les années 1990, détruit puis reconstruit[12].